# Neoregelia brigadeirensis
Neoregelia brigadeirensis là một loài thực vật có hoa trong họ Bromeliaceae. Loài này được C.C.Paula & Leme mô tả khoa học đầu tiên năm 1997.